# Patxi Iturrioz
Francisco Javier Iturrioz Herrero (San Sebastián, 21 de abril de 1937-San Sebastián, 5 de enero de 2024), más conocido como Patxi Iturrioz, fue un político español.
Dirigente de ETA en la primera mitad de la años 1960, impulsó en 1965 la primera escisión de dicha organización, de carácter obrerista y tildada de «españolista» por el sector oficial. Junto a otros disidentes de ETA, fue uno de los fundadores de EMK primero y del Movimiento Comunista después, ambas en el ámbito de la extrema izquierda. Continuó dedicándose a la actividad política, llegando a ser diputado en el Congreso en los primeros años de la Transición española. En 1990 ingresó en el Partido Socialista de Euskadi.

## Biografía

### Los inicios en ETA
En su juventud formó parte de EGI, organización juvenil del Partido Nacionalista Vasco que junto a ANV eran las únicas organizaciones políticas nacionalistas que perduraron en la dictadura de Francisco Franco. 
Posteriormente ingresó en ETA, constituyéndose la organización por una junta directiva colegiada formada en 1959 por Eneko Irigaray, David López Dorronsoro, Txillardegi, Benito del Valle, J. Manuel Agirre, Julen Madariaga y el propio Patxi Iturrioz.
Iturrioz, ante las detenciones de bastantes miembros de la organización por realizar pintadas nacionalistas, fue nombrado responsable de la «rama política». Ésta concentraba la mayoría de las atribuciones que hasta entonces habían pertenecido al Ejecutivo, cuyos miembros se encontraban en el exilio. La Oficina Política, auténtica dirección de ETA en el interior, tuvo su sede en San Sebastián. En 1963 Iturrioz fue detenido y en 1964 se exilió a Bélgica donde coincidiría con otros dirigentes de la organización tras ser prohibida su estancia en territorio francés.

### La ideología obrerista
Los «obreristas»  de ETA consideraban a la clase obrera como principal motor de lucha contra la dictadura, lo que no dejaba de crear roces con los sectores más nacionalistas, pues ni siquiera diferenciaba entre vascos y españoles lo que chocaba con la otra corriente nacionalista radical que veía a los españoles como enemigos de la nación vasca.
La Oficina Política de ETA, encabezada por Iturrioz, buscó alianzas con Comisiones Obreras y otras fuerzas sociales y políticas clandestinas no nacionalistas, mientras rechazaba la unidad vasquista con sectores del nacionalismo vinculados a la burguesía.
Estas ideas chocaban con una organización que era principalmente nacionalista, a pesar de haber incorporado elementos ideológicos de izquierda, y provocaron una fuerte reacción por parte de los otros sectores. Txillardegi, representante de la corriente más vasquista, también exiliado en Bélgica, denunció que ETA estaba dejando de ser una organización patriótica para convertirse en una organización comunista clásica. ETA estaba dividida ideológicamente y se inició entonces un movimiento interno cuyo objetivo era desbancar a los «obreristas». 
En vísperas de la celebración de la V Asamblea de ETA se le comunicó a Patxi Iturrioz la decisión de proceder a su expulsión, propuesta que fue realizada por el Ejecutivo y fue ratificada en la primera sesión de la asamblea, el 7 de diciembre de 1966. Los obreristas, en vista de que la asamblea denegaba la petición de defensa de Iturrioz, decidieron no participar en ella. El resto de la militancia permaneció en la misma, eligiendo un nuevo Comité Ejecutivo, y decidió convocar una segunda parte de la asamblea, que finalmente se celebró en marzo de 1967 en Guetaria (Guipúzcoa).
Así lo expresa Eugenio del Río en el libro de Kepa Bilbao, Crónica de una izquierda singular:

El conflicto es corto. Estamos en el otoño del 65, bien entrado, en el verano del 66 el conflicto ha cogido velocidad, está disparado y creo que se puede considerar ya irreversible. Es un conflicto en el que las fuerzas contrarias a nosotros son variadas: están Bilbao Barrena, Bareño, Eskubi, los seminaristas de Bélgica, Azurmendi, Txato Aguirre y por otro lado, Txillardegi, Madariaga, Krutvig, o sea que se va abriendo un frente muy diverso, claro, porque Txillardegi no tiene mucho que ver con Madariaga por ejemplo. Un frente que curiosamente es fuerte fuera y muy débil en el interior. Su enganche natural está en Vizcaya, en donde hay muy poca organización en ese momento, hay sectores de la rama de activismo, que es muy pequeñita, la cual mayoritariamente la llevamos nosotros y está con nosotros.
Puntos del conflicto son dos, la violencia y, vamos a decir, el aspecto nacional, que puede tener mas o menos cosas dentro.

### ETA Berri (1967)
Patxi Iturrioz y la minoría obrerista, ajenos ya a la segunda parte de la asamblea, adoptaron el nombre de ETA Berri («Nueva ETA»), por lo que el resto de la organización pasó a ser conocida como ETA Zaharra («Vieja ETA»). ETA Berri profundizó en la línea obrerista, participando en Comisiones Obreras, denunciando los aspectos que consideraban más reaccionarios y chovinistas del nacionalismo vasco. 
En agosto de 1968 ETA Berri anunció el cambio de su nombre por el de Komunistak («Los Comunistas»), con lo cual ETA Zaharra volvió a ser simplemente ETA. 
Debido a la escisión de ETA Berri, los obreristas fueron objeto de un boicot personal y político por parte no solo del entorno de ETA.

### Militancia comunista y socialista
A principios de los años 70 Komunistak pasó a denominarse Euskadiko Mugimendu Komunista («Movimiento Comunista de Euskadi», EMK), el cual, fusionándose con grupos comunistas de toda España, formó un partido federal llamado Movimiento Comunista (MC).
Entre 1968 y 1977, Iturrioz vivió exiliado en Alemania. A su regreso, participó en la formación de la candidatura Euskadiko Ezkerra (EE), creada por EIA y EMK. Fue segundo en la lista de esta formación en las elecciones generales de ese año por la circunscripción de Guipúzcoa y diputado en el Congreso (integrado en el grupo mixto) durante poco tiempo, después de que dimitiera de su escaño el cabeza de lista y único diputado de EE Francisco Letamendia, que se pasó a Herri Batasuna.
Patxi Iturrioz fue durante años un destacado representante de EMK y, por ende, uno de los dirigentes más relevantes del MC, hasta que en 1983 el EMK se independizó formalmente de esta organización federal, a pesar de lo cual ambos colectivos mantuvieron una estrecha relación. La separación orgánica del EMK, según algunos historiadores, formaba parte de una nueva evolución del grupo.
En 1990, Patxi Iturrioz ingresó en el Partido Socialista de Euskadi, federación vasca del Partido Socialista Obrero Español.